# 1. Sinfonie (Saint-Saëns)

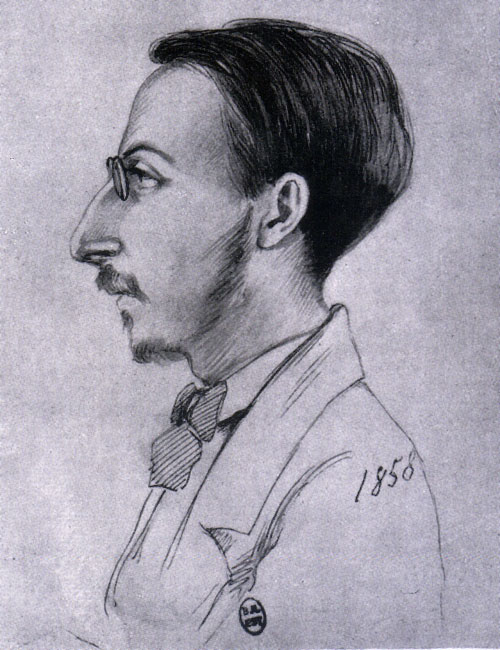
Saint-Saëns im Jahr 1858

Die 1. Sinfonie in Es-Dur, op. 2, ist ein Werk des französischen Komponisten Camille Saint-Saëns.
Saint-Saëns schrieb die Sinfonie im Alter von 18 Jahren, 1853. Sie ist die zweite seiner insgesamt fünf Sinfonien und gehört zum Frühwerk des Komponisten. Trotzdem lässt sich Saint-Saëns’ Art der Romantik schon im ersten Satz erkennen. Das Werk steht allerdings in der klassischen Tradition, abgesehen von der vergrößerten Orchesterbesetzung. Schon bei dieser Sinfonie lassen sich typische Stilmittel beobachten, so zum Beispiel das Umdeuten des motivischen Materials der langsamen Einleitung, ein punktierter Quartsprung abwärts, zum Thema des Kopfsatzes, oder das Wiederaufgreifen der Einleitung zu Beginn der Durchführung sowie als Versatzstück zwischen dieser und der Reprise. Der zweite Satz stellt ein Scherzo mit zwei nicht deutlich abgesetzten Trios dar. Das gedehnte und reich orchestrierte Adagio erinnert an den dritten Satz, Adagio espressivo, der 2. Sinfonie von Robert Schumann. Da der Satz sonatenförmig angelegt ist, wird zahlreichen Modulationen Raum gelassen. Das Finale des Stücks enthält ein weitreichendes Fugato als Steigerungselement. Es hat Ähnlichkeit mit dem Schlusssatz der 3. Sinfonie von Saint-Saëns, die allerdings erst viel später entstand. Es treten immer wieder neue thematische Segmente hinzu, die den Umfang des krönenden Ausklangs rechtfertigen sollen.
Saint-Saëns legte das Werk nach der Komposition der Société Sainte-Cécile als „Werk eines anonymen deutschen Meisters“ vor. Der Name des Autors wurde auch bei der Uraufführung am 8. Dezember 1853 nicht genannt. Erst als diese ein Erfolg war, lüftete Saint-Saëns sein Inkognito. Dass er der Komponist des Stücks war, verwunderte zahlreiche Kollegen, die dahinter das Schaffen eines gestandenen Mannes vermutet hatten. Hector Berlioz wie auch Charles Gounod wurden nun zu Saint-Saëns’ engagiertesten Protektoren. Gounod ermahnte ihn:

„Du bist weit über Dein Alter hinaus – mach weiter so, aber vergiß nie, daß Du mit dieser Aufführung die Verantwortung übernommen hast, ein großer Meister zu werden.“

Das Werk ist François Seghers, dem Dirigenten der Uraufführung, gewidmet.
Heute wird das Stück nicht mehr regelmäßig – wie etwa Saint-Saëns 3. Sinfonie – aufgeführt. Der Komponist arrangierte die Sinfonie, einige Jahre nachdem er sie für Orchester geschrieben hatte, für Klavier zu vier Händen.

## Instrumentierung und Satzbezeichnungen

### Instrumentierung
2 Flöten (2. auch Piccolo)
2 Oboen
2 Klarinetten
Bassklarinette
2 oder 4 Fagotte
4 Hörner
Saxhörner (Bass- und Kontrabass-)
2 Trompeten
3 Posaunen
2 Kornetts
4 Harfen
2 Pauken
Becken
Streicher

### Satzbezeichnungen
- Adagio – Allegro
- Marche – Scherzo: Allegro scherzando
- Adagio
- Finale: Allegro maestoso